# Fei Yi
En aquest nom xinès, el cognom és Fei (費).
Fei Yi (mort el 253 EC), nom estilitzat Wenwei (文偉), va ser un oficial administratiu de Shu Han durant l'era dels Tres Regnes de la història xinesa. Va servir com a regent després de Jiang Wan.

## Inicis
Fei Yi era de la Comandància Jiangxia (en l'actualitat l'est de Hubei). El seu pare va morir quan ell encara era jove i ell va ser criat pel seu parent llunyà Fei Boren (費伯仁), que era un cosí del senyor de la guerra Liu Zhang, que controlava la Província de Yi (avui en dia Sichuan i Chongqing). En algun moment al voltant del 211, Liu Zhang va enviar missatger per donar la benvinguda a Fei Boren al seu domini, i tot i que Fei Boren semblava haver rebutjat la invitació per si mateix, ell finalment va enviar a Fei Yi a la Província de Yi. Fei Yi romangué a la Província de Yi després que Liu Bei la conquerí en el 214. Es va donar a conèixer com un jove estudiós. Ell i Dong Yun eren amics des de fa molt de temps, i tots dos van treballar junts com a assistents de Liu Shan després que Liu Bei es va declarar emperador en el 221 i va fer a Liu Shan príncep hereu. Després que Liu Shan va succeir al seu pare en el tron en el 223, Fei Yi va continuar servint-li.

## Durant la regència de Zhuge Liang
No és clar com Zhuge Liang, el regent de Liu Shan, va arribar a saber de les habilitats de Fei Yi, però pel temps que Zhuge Liang havia tornat de la seva campanya del sud contra les tribus del que actualment és Guizhou i Yunnan, ell havia vist que Fei Yi era el més capaç dels funcionaris joves. Ell sovint encarregava a Fei Yi de servir com a ambaixador a Wu Oriental, i durant eixes missions, a l'emperador de Wu Oriental, Sun Quan, li va impressionar Fei Yi també.